# تريبل يونايت (عملة إنجليزية)
التريبل يونايت عملة معدنية والتي تقدر قيمتها بستين شلن أو ثلاثة جنيهات إسترلينية وهي أعلى فئة نقدية إنجليزية تنتج في عصر العملات المعدنية المطروقة. وأنتجت فقط أثناء الحرب الأهلية الإنجليزية في دور سك العملة التابعة للملك تشارلز الأول في أكسفورد (بين عامي 1642 و1644) ونادراً ما أنتج في شروزبري في عام 1642. كما كان وزنه 421 حبة (27.3 جرامًا أو ما يزيد قليلاً عن 27.3 جرامًا).7⁄8 أونصة طروادة).
تُظهر العملات الذهبية الملك يحمل السيف وغصن زيتون على وجهه مما يدل على رغبته في السلام بدلاً من الحرب.
تُظهر العملة المعدنية النادرة للغاية التي أنتجت في شروزبري على الوجه الأمامي وريشة خلف رأس الملك محاطة بانقش CAROLUS DG MAG BRIT FRAN ET HIBER REX – تشارلز بنعمة الله ملك بريطانيا العظمى وفرنسا وأيرلندا. ويظهر على الوجه الآخر شعار RELIG PROT LEG ANG LIBER PAR في ثلاثة أسطر – الدين البروتستانتي وقوانين إنجلترا وحرية البرلمان مع ثلاثة ريش ورقم القيمة III فوق الإعلان وسنة 1642 أسفله حيث يحيط بكل شيء النقش EXURGAT DEUS DISSIPENTUR INIMICI ("ليقم الله ويتبدد أعداؤه" من المزمور 68).
إصدارات أكسفورد مشابهة جدًا لإصدارات شروزبري باستثناء أن النقش الموجود على الوجه الخلفي يظهر في ثلاثة أسطر بدلاً من سطرين ويظهر نقش الوجه الأمامي على النحو التالي CAROLVS DG MAG BRI FRA ET HIBER REX. تظهر عملات أكسفورد مع اختلافات طفيفة في التصميم في كل من الأعوام 1642 و1643 و1644.

## روابط خارجية
- أرشيف مبيعات Triple Unite – معرض لصور وأنواع وقيم Triple Unite.